# Thymus aitanae
Thymus aitanae là một loài thực vật có hoa trong họ Hoa môi. Loài này được Mateo, M.B.Crespo & E.Laguna miêu tả khoa học đầu tiên năm 1991.